# Torosaurus
Torosaurus (có nghĩa là "thằn lằn đục", thường bị hiểu sai như con "thằn lằn bò tót" chỉ vì tiền tố "toro" có nghĩa là con bò tót) là một chi khủng long ceratopsia (do Othniel Charles Marsh phát hiện) có một trong những hộp sọ lớn nhất của động vật cổ được biết đến thuộc thời ấy. Chiều dài hộp sọ đạt 2,6 m (tức 8,5 ft). Từ đầu đến đuôi, Othniel Charles Marsh đã đo được bộ xương Torosaurus là khoảng 7,6 mét (25 ft) dài và cân nặng 4-6 tấn (4,4-6,6 tấn). Nghiên cứu gần đây cho thấy Torosaurus không đại diện cho một chi riêng biệt nào cả, như hình thức trưởng thành của Triceratops.

## Khám phá và tìm hiểu

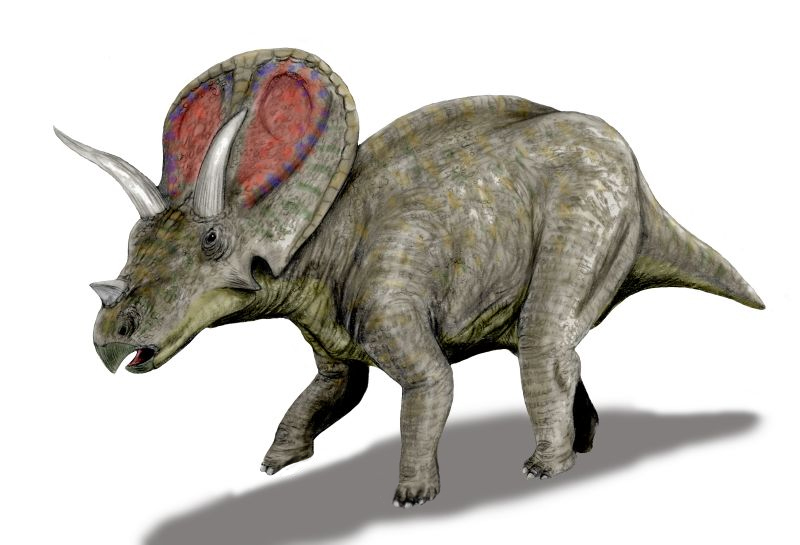
Mô phỏng về loài Torosaurus

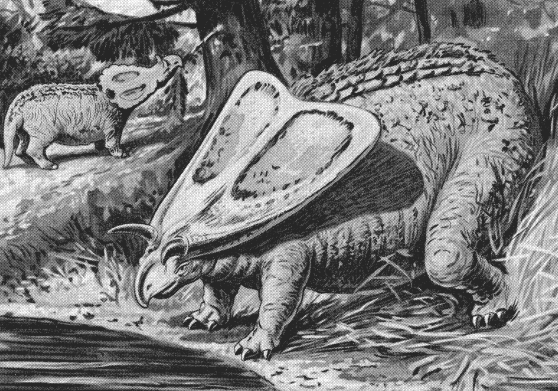
Torosaurus theo mô tả của John Bell Hatcher

Hai năm sau phát hiện Triceratops, một cặp hộp sọ ceratopsia nằm ở đông nam Wyoming được phát hiện bởi John Bell Hatcher. Cổ sinh vật học Othniel Charles Marsh đặt tên cho chi này là Torosaurus. Mẫu vật tương tự được tìm thấy ở Wyoming, Montana, Nam Dakota, Bắc Dakota, Utah và Saskatchewan. Ta có thể xác định được Torosaurus chỉ sống ở Mỹ. Marsh đã quan sát thấy rằng Torosaurus là một mẫu vật tương đối hiếm trong các mẫu hóa thạch; mẫu vật của Triceratops phong phú hơn.
Hai loài Torosaurus đã được xác định: 
- T. latus 1891 (loài điển hình)
- T. utahensis Lawson, '1976

Một loài chưa được xác định:
- T. gladius Marsh, năm 1891

T. latus có vẻ cổ hơn T. utahensis.
T.Torosaurus utahensis ban đầu được mô tả bởi Gilmore vào năm 1946. Ông cho rằng chi này giống chi Arrhinoceratops.

## Phân loại và tranh luận
Torosaurus có truyền thống được phân loại như là một phần của phân họ Chasmosaurinae, trong họ Ceratopsidae của cận bộ Ceratopsia (có nghĩa Hy Lạp cổ đại là "khuôn mặt sừng"), một nhóm khủng long ăn cỏ với cái sừng, phát triển mạnh nhất ở Bắc Mỹ và châu Á vào kỷ Phấn Trắng. Các nghiên cứu đã chỉ ra rằng Torosaurus liên quan rất chặt chẽ đến Triceratops"  Tại hội nghị của Hiệp hội cổ sinh vật học cho động vật có xương sống (ngày 25 tháng 9 năm 2009) phân loại các loài Torosaurus có thể chính là Triceratops. Khoảng 50% của tất cả các Triceratops có hai khu vực mỏng trong diềm xương ở gáy, tương ứng với vị trí của "lỗ hổng" trong hộp sọ Torosaurus, cho thấy các lỗ phát triển để bù đắp trọng lượng của loại màng thế chỗ các lỗ hổng đó.

## Môi trường sống
Các chi thuộc ceratopsia, bao gồm Torosaurus, Triceratops... đều ăn cỏ. Trong thực vật có hoa ở kỷ Phấn trắng đã được hạn chế trong phân phối địa lý. Có khả năng là ceratopsis ăn dương xỉ và thực vật quả nón, bằng cách sử dụng mỏ nhọn của mình để cắn đứt lá

## Trong văn hóa đại chúng
- "Torosaurus" là biệt danh của nhóm nhạc Ray Toro.
- "Torosaurus" xuất hiện trong bộ phim khoa học Dạo chơi cùng Khủng long.